# 春日望
春日望（日语：／ Kasuga Nozomi，1995年6月30日—）是日本的一名女性声优，出生於兵库县，Swallow（スワロウ）準所屬。

## 经历
1995年6月30日出生于日本兵库县。曾以“苍井翠杏”的名义进行声优活动。春日望于CLARE VOICE声优养成所毕业後，於2018年1月1日成为Clare Voice的準所属声优，並且在2019年1月1日成为正式所屬声优。2020年1月，春日望开通新浪微博。2020年3月31日，春日望在個人Twitter上公開發表離開Clare Voice，以自由身從事活動。同年7月1日成為Swallow的準所屬聲優。
2020年4月1日，春日望开通个人YouTube频道并上传自我介绍影片。
2020年4月24日，虚拟YouTuber绊爱的运营者Activ8株式会社设立分公司Kizuna AI株式会社，春日望成为Kizuna AI株式会社的顾问，同時首次公開確認春日望自2016年秋季起為絆愛配音。2024年3月31日，宣布由于合同期满而退出顾问职位。

## 人物
興趣是音乐鑑賞及偶像鑑賞。

## 演出作品

### 電視動畫
2015年
- 高校星歌劇（女子）
- 失憶煽動WIXOSS（女學生）

2016年
- 救難小英雄24（小孩們）

2017年
- 妖怪公寓的幽雅日常（女子A）
- 幼女战记（幼兒）

2018年
- 行星與共（難民1）

2019年
- 滿月之戰（林美美[11]）

2020年
- 〈Infinite Dendrogram〉-無盡連鎖-（导航器）

### 劇場版動畫
- 劇場版 白箱（2020年、九條萌音、試音聲優G、新人聲優C[12] 等）

### 遊戲
2018年
- 天華百劍-斬-（日光一文字）
- 祈禱之天秤（拉妮·潔弗）
- 魔物娘☆後宮（翡翠[13] ）

2019年
- 怪物彈珠（2019年 - 2023年 小早川秀秋、關之原儂儂[14]）
- 問答RPG 魔法使與黑貓維茲（コヒレンス[15]）
- （カッパドキア、アンタナナリボ）

2020年
- 東方LostWord（橙、フランドール、サニーミルク、本居小鈴）
- 碧藍航線（TB）

2021年
- （モーリス、ナグルファル、榛名、ラトナ）

### 網絡電視節目
- （2020年7月10日 - 2021年7月22日、Niconico直播）[16]

### 其他
- 虛擬YouTuber「絆愛」聲音提供（2016年 - ）